# Campionatul Mondial de Atletism din 2022 - 20 km marș (masculin)
Proba masculină de 20 de km marș de la Campionatul Mondial de Atletism din 2022 a avut loc la data de 15 iulie 2022 pe Hayward Field din Eugene, SUA.

## Timpul de calificare
Timpul standard pentru calificare automată în finală a fost 1:21:00.

## Program
Ora este ora SUA (UTC-7) 
| Data                  | Oră   | Etapă  |
| --------------------- | ----- | ------ |
| Vineri, 15 iulie 2022 | 15:10 | Finala |

## Rezultate
| Loc | Nume                    | Țară                       | Timp    | Note |
| --- | ----------------------- | -------------------------- | ------- | ---- |
| 1   | Toshikazu Yamanishi     | Japonia                    | 1:19:07 | SB   |
| 2   | Koki Ikeda              | Japonia                    | 1:19:14 | RN   |
| 3   | Perseus Karlström       | Suedia                     | 1:19:18 | SB   |
| 4   | Samuel Gathimba         | Kenya                      | 1:19:25 | SB   |
| 5   | Brian Pintado           | Ecuador                    | 1:19:34 | PB   |
| 6   | Caio Bonfim             | Brazilia                   | 1:19:51 |      |
| 7   | Álvaro Martín           | Spania                     | 1:20:19 |      |
| 8   | Hiroto Jusho            | Japonia                    | 1:20:39 |      |
| 9   | Alberto Amezcua         | Spania                     | 1:20:44 |      |
| 10  | César Augusto Rodríguez | Peru                       | 1:20:59 |      |
| 11  | David Hurtado           | Ecuador                    | 1:21:11 |      |
| 12  | Wayne Snyman            | Africa de Sud              | 1:21:23 |      |
| 13  | Wang Kaihua             | China                      | 1:21:41 | SB   |
| 14  | Cui Lihong              | China                      | 1:22:17 |      |
| 15  | Francesco Fortunato     | Italia                     | 1:22:50 |      |
| 16  | Diego García            | Spania                     | 1:23:21 |      |
| 17  | Declan Tingay           | Australia                  | 1:23:28 |      |
| 18  | Andrés Olivas           | Mexic                      | 1:23:36 |      |
| 19  | Rhydian Cowley          | Australia                  | 1:23:37 |      |
| 20  | Aleksi Ojala            | Finlanda                   | 1:23:40 |      |
| 21  | José Eduardo Ortiz      | Guatemala                  | 1:23:48 |      |
| 22  | Éider Arévalo           | Columbia                   | 1:24:32 |      |
| 23  | Jordy Jiménez           | Ecuador                    | 1:24:35 |      |
| 24  | Zhang Jun               | China                      | 1:24:35 |      |
| 25  | Julio César Salazar     | Mexic                      | 1:25:16 |      |
| 26  | Miroslav Úradník        | Slovacia                   | 1:25:40 |      |
| 27  | José Oswaldo Calel      | Guatemala                  | 1:26:24 |      |
| 28  | Georgiy Sheiko          | Kazahstan                  | 1:26:40 |      |
| 29  | Eiki Takahashi          | Japonia                    | 1:26:46 |      |
| 30  | Matheus Corrêa          | Brazilia                   | 1:27:31 |      |
| 31  | Nick Christie           | Statele Unite ale Americii | 1:28:28 |      |
| 32  | Gianluca Picchiottino   | Italia                     | 1:28:33 |      |
| 33  | Kyle Swan               | Australia                  | 1:28:43 |      |
| 34  | Choe Byeongkwang        | Coreea de Sud              | 1:28:56 |      |
| 35  | Quentin Rew             | Noua Zeelandă              | 1:29:19 |      |
| 36  | Lucas Mazzo             | Brazilia                   | 1:29:32 |      |
| 37  | Dominik Černý           | Slovacia                   | 1:29:41 |      |
| 38  | Juan Manuel Cano        | Argentina                  | 1:29:47 |      |
| 39  | David Kenny             | Irlanda                    | 1:31:23 |      |
| 40  | Sandeep Kumar           | India                      | 1:31:58 |      |
| 41  | Luis Henry Campos       | Peru                       | 1:34:02 |      |
| 42  | Jesús Calderón          | Mexic                      | 1:35:43 |      |
| 43  | Dan Nehnevaj            | Statele Unite ale Americii | 1:43:07 |      |
|     | Christopher Linke       | Germania                   | NT      | NT   |
|     | José Alejandro Barrondo | Guatemala                  | DS      | DS   |